# Jordi Roura
Jordi Roura Solá (Llagostera, 10 settembre 1967) è un allenatore di calcio ed ex calciatore spagnolo, di ruolo centrocampista.

## Carriera
Dal 2012 al 2014 è stato l'assistente di Tito Vilanova sulla panchina del Barcellona.
Esordisce sulla panchina blaugrana il 22 dicembre 2012 vincendo per 3-1 in occasione della partita Barcellona-Valladolid.

## Palmarès
- Coppa di Spagna: 1

Barcellona: 1989-1990
- Coppa delle Coppe: 1

Barcellona: 1988-1989